# Huize De Berg

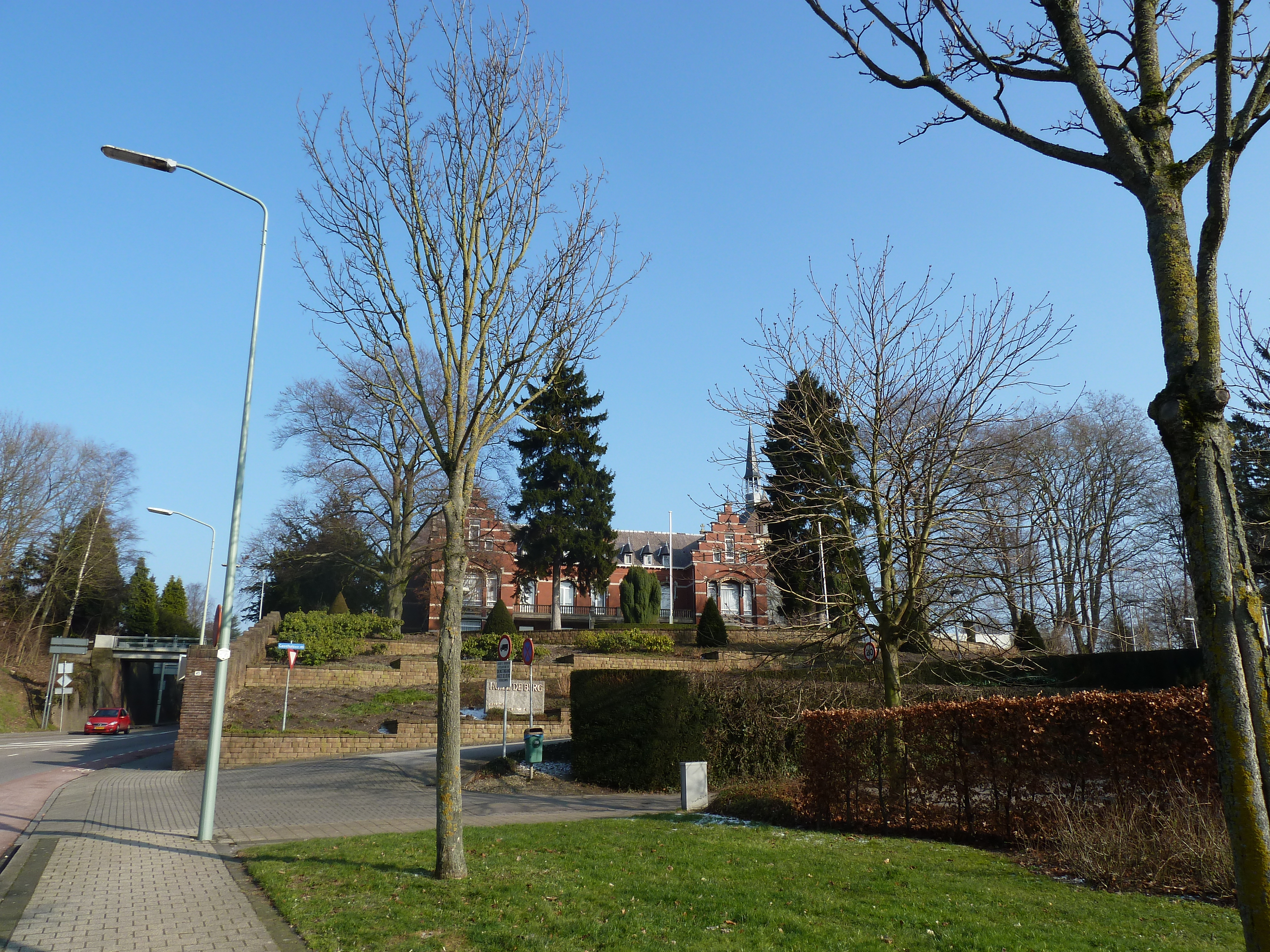
Huize De Berg

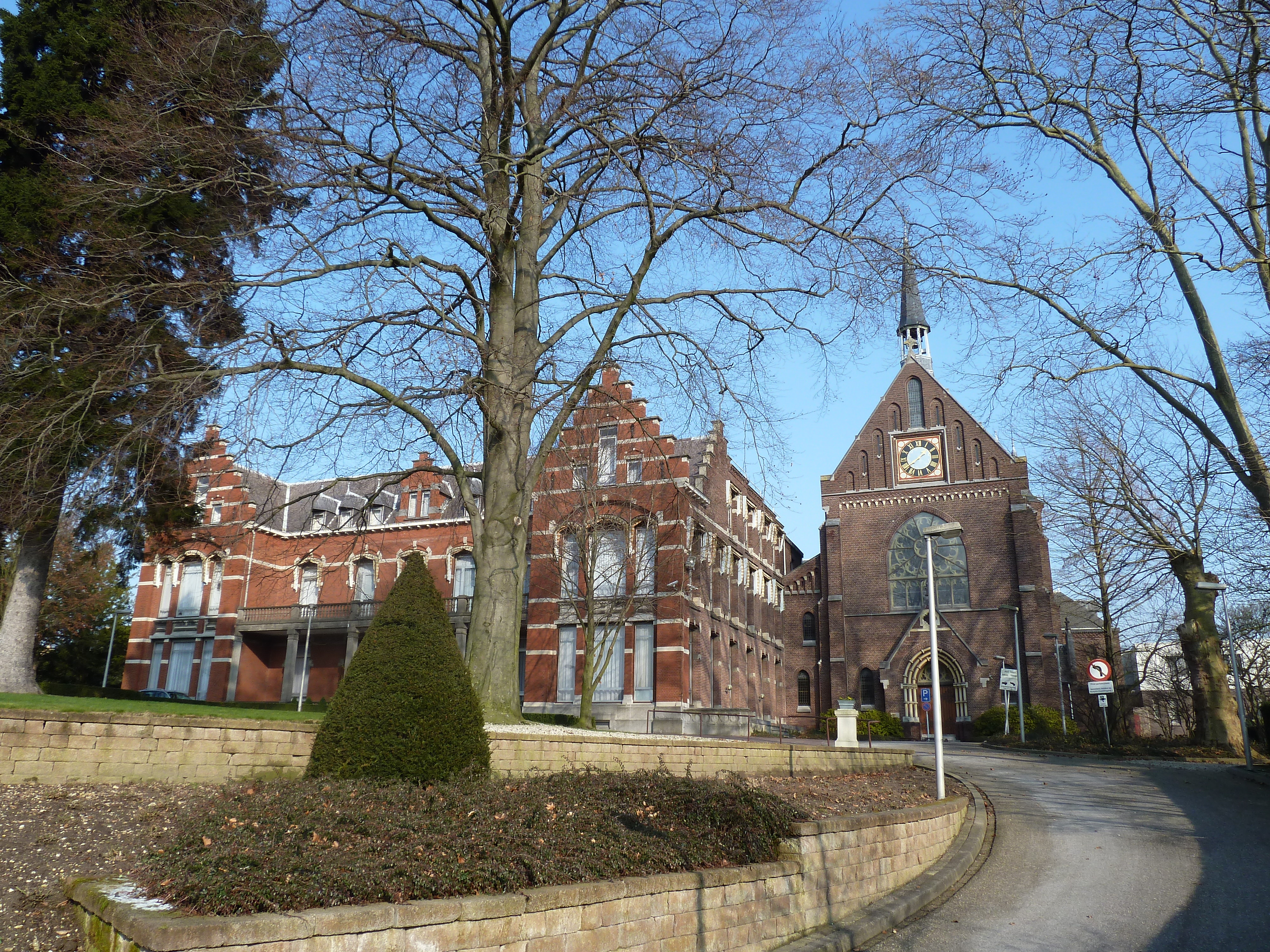

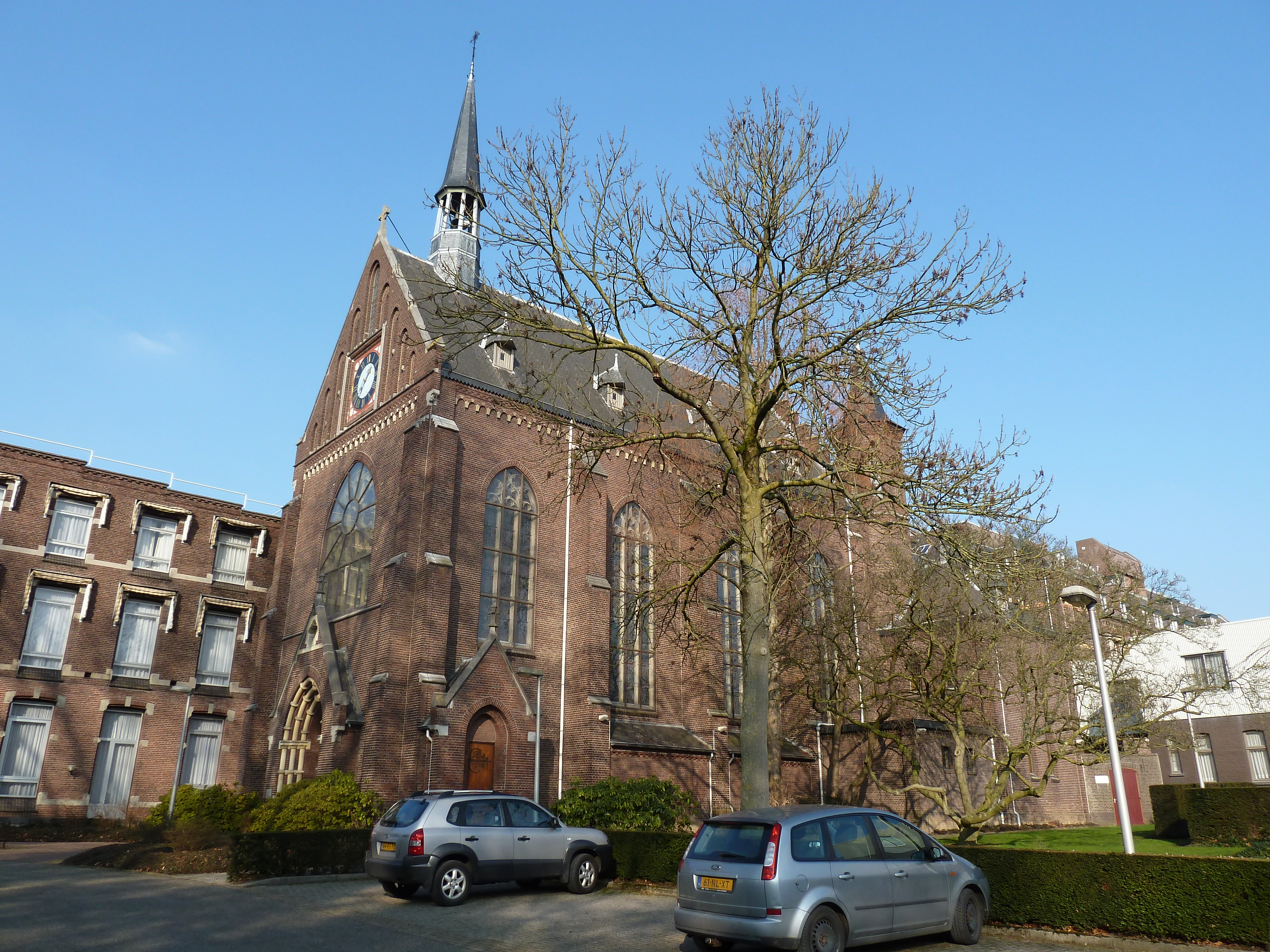
Kapel

Huize De Berg is een kloostercomplex in het centrum van Heerlen aan de rand van het Aambos.

## Geschiedenis
Het complex is gebouwd in 1897 in opdracht van de congregatie van de Kleine Zusters van de Heilige Joseph. Naar ontwerp van A. van Beers uit Rotterdam is het gebouwd onder de naam 'Sanatorium St. Joseph Heilbron'. Ze lieten het bouwen als uitbreiding van hun toenmalige moederhuis Huize Savelberg. In eerste instantie diende het als sanatorium voor mensen met longziekten. Vanaf 1975 is het complex de huisvesting van een klooster, een somatisch verpleeghuis en een verzorgingshuis onder de naam 'Huize De Berg'. De perceeloppervlakte bedraagt 5 ha, de vloeroppervlakte 18.000 m² per verdieping. Ten tijde van volledige bezetting beschikte het klooster over 251 bewonerkamers. In maart 2018 kocht de Lenferink Groep uit Zwolle het klooster en de omliggende tuinen.

## Bouwwerk
Het klooster en de kapel vormen met de rechthoekige plattegronden van de vleugels een gesloten en een halfopen bouwblok. De vleugels hebben twee en drie bouwlagen onder een mansardedak met leien en dakkapellen. De gevels zijn opgetrokken uit baksteen. Het nieuwbouwgedeelte, gelegen achter de vleugel op de Mijnspoorweg, herbergt moderne appartementen voor de huidige bewoners.

## Exploitatie
Tot eind maart 2018 was de exploitatie van het complex in handen van de gelijknamige stichting. Vanaf eind maart 2018 wordt het klooster geëxploiteerd door een andere zorggroep, die in mei 2019 faillissement aanvroeg. Een doorstart van het verpleeg- en verzorgingshuis mislukte uiteindelijk twee jaar later. Sindsdien is het klooster slechts nog bewoond door enkele zusters van de congregatie.